# Neferetiabet
Neferetiabet war eine Prinzessin der altägyptischen 4. Dynastie. Ihre genaue Einordnung ist nicht ganz sicher, wahrscheinlich war sie aber eine Tochter von Pharao Cheops.

## Grab

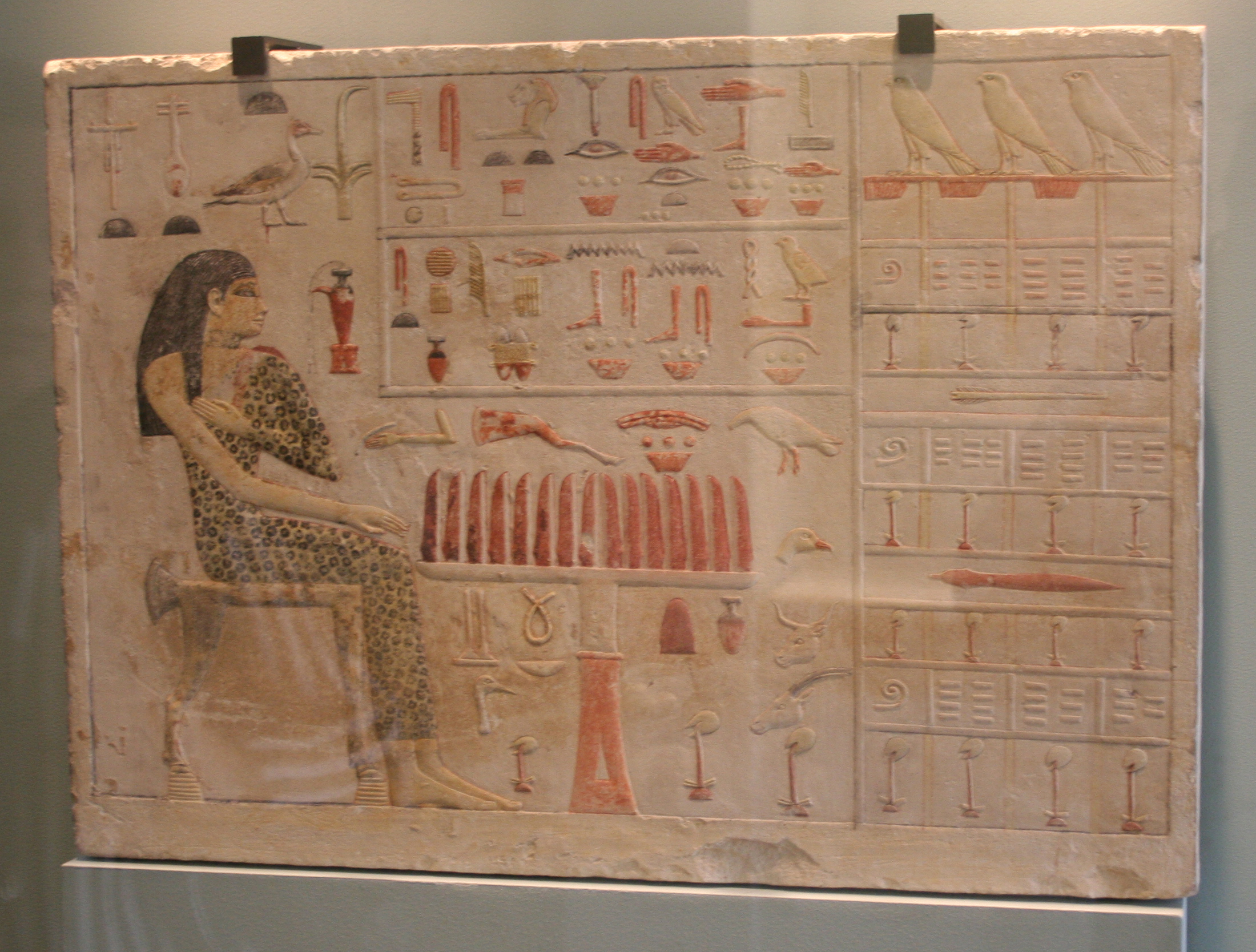
Opfertafel aus dem Grab der Neferetiabet

Neferetiabet gehört die Mastaba G 1225 auf dem westlichen Gräberfeld der Cheops-Pyramide. Dort wurde eine sehr gut erhaltene Grabplatte mit Opfertischszene gefunden, die sich heute im Louvre befindet. Auch einige Statuetten aus der 6. Dynastie sollen von hier stammen, wahrscheinlicher ist allerdings, dass sie aus einem kleinen Grab in der Nähe dieser Mastaba stammen.